# José Candido
José Cândido Sotto Maior, parfois surnommé Candinho, est un footballeur brésilien devenu à la fin de sa carrière, entraîneur. Il a notamment dirigé la sélection saoudienne et de nombreuses formations au Brésil.

## Biographie
Né en 1945, Candido embrasse très tôt la carrière d'entraîneur puisqu'à 34 ans, il est sur le banc du club du Grêmio Esportivo Catanduvense, club brésilien de deuxième division. Pendant cinq ans, il va changer de club chaque saison avant de quitter le pays pour aller en Arabie saoudite, à la suite de son recrutement par le club d'Al Hilal, pensionnaire de première division. Il est sacré champion d'Arabie saoudite avant de revenir au Brésil où il va à nouveau diriger plusieurs équipes de premier plan (Grêmio EC, Santos, Flamengo et Fluminense).
En 1993, il est choisi par les dirigeants de la fédération saoudienne afin de prendre en main la sélection nationale, pour tenter de la qualifier pour la phase finale de la Coupe du monde 1994. Candido débute sur le banc des Faucons Verts pour la rencontre amicale face à la Nouvelle-Zélande, dans le cadre de la préparation pour les éliminatoires. Le technicien brésilien réussit quasiment sa mission puisque les Saoudiens achèvent le premier tour à la première place de leur poule, devant le Koweït, la Malaisie et sélection de Macao. Au second tour, disputé à Doha au Qatar, les coéquipiers de Mohammed al-Deayea font un bon parcours mais voient leur sélectionneur limogé avant le dernier match contre l'Iran, match décisif pour la qualification. C'est son adjoint, le Saoudien Mohammed al-Kharashy qui assure l'intérim avant de céder la place au Néerlandais Leo Beenhakker.
Candido retourne au Brésil où il entraîne à nouveau des clubs, changeant régulièrement de poste : Guarani FC, EC Vitória, Corinthians entre autres…
En 2004, il repart à nouveau en Arabie saoudite pour prendre en charge le club d'Al Ittihad. Son mandat ne dure qu'une saison et il fait à nouveau le voyage vers le Brésil pour diriger Palmeiras puis Portuguesa, à chaque fois pour une seule saison. Son dernier contrat le mène à nouveau à Djeddah où il termine sa carrière d'entraîneur sur le banc d'Al-Ittihad.